# Ave Cesaria
«Ave Cesaria» — пісня бельгійського співака Stromae, п'ятий сингл з його другого альбому Racine carrée.

## Чарти
| Чарт (2013)    | Пікова позиція |
| -------------- | -------------- |
| Франція (SNEP) | 105            |

| Чарт (2014)                 | Пікова позиція |
| --------------------------- | -------------- |
| Бельгія (Ultratop Wallonia) | 45             |
| Франція (SNEP)              | 97             |
| Бельгія (Ultratip Flanders) | 3              |